# ケニー・ダルグリッシュ

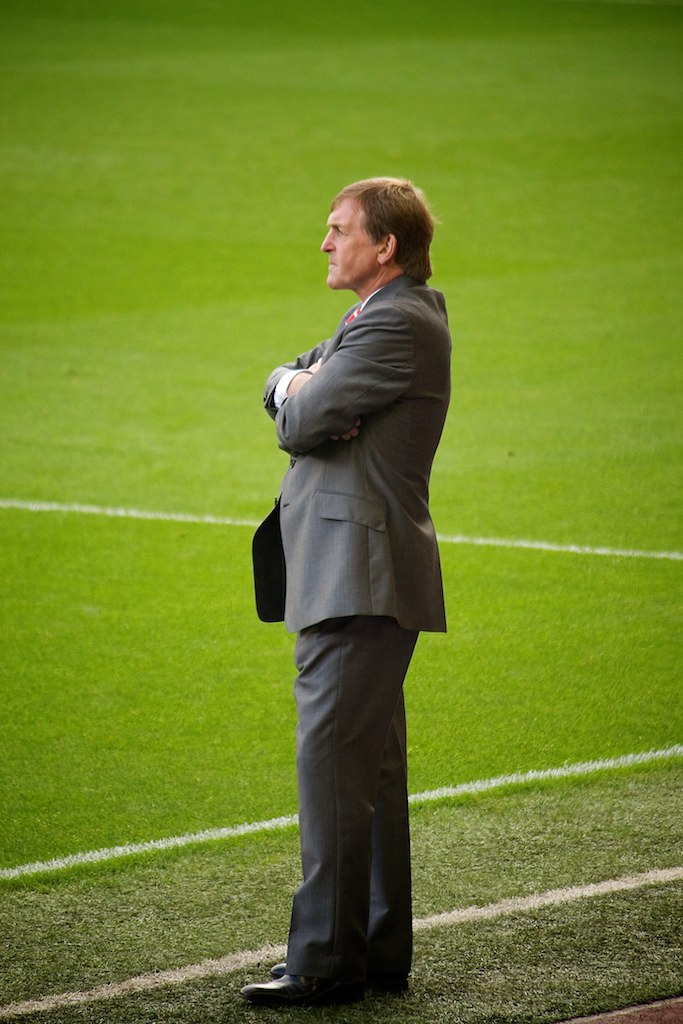
リヴァプール監督時代のダルグリッシュ（2011年）

サー・ケネス・マシソン・ダルグリッシュ（Sir Kenneth Mathieson Dalglish MBE, 1951年3月4日 - ）は、スコットランド出身のサッカー選手、サッカー指導者。
1970年代から1980年代にかけてセルティックとリヴァプールで活躍。イングランドとスコットランドの両リーグで100ゴールを挙げた最初の選手となり、1983年にはバロンドールの投票で第2位となった。リヴァプールでは通算515試合172ゴールの成績を残した。
スコットランド代表としては、キャップ数、ゴール数ともに同代表史上最多（ゴール数はデニス・ローとタイ）の102キャップ30ゴールを記録している。

## 経歴
プロテスタントの家庭に生まれ、アイブロックス・スタジアムの近所で育ったダルグリッシュは幼いころからレンジャーズのファンであった。しかし、レンジャーズからの誘いはなく他クラブのトライアルにも落ち、レンジャーズの最大のライバルであるセルティックに入団することになった。1967年に契約、1969年にプロデビューを果たす。1971-72シーズンからレギュラーに定着。
1977年、ハンブルガーSVに移籍したケヴィン・キーガンの後釜として、440,000ポンドという当時のイングランド史上最高額でイングランドのリヴァプールに移籍。2度の得点王を獲得し、7回のリーグ優勝と3回のチャンピオンズカップ優勝などに貢献（特に1978年チャンピオンズカップ決勝のブルージュ戦で決勝ゴールを決めた。
1981年のリーグカップ決勝アストン・ヴィラ戦でもゴールを決め2-1での勝利に貢献した。)リヴァプールのサポーターからは愛され、キング・ケニー（King Kenny）のニックネームで呼ばれた。イアン・ラッシュがレギュラーを獲得してツートップを組む様になるとゲームメーカーとしてプレーした。
スコットランド代表では1971年から1986年までプレー。1974年のワールドカップ予選、1972年11月15日のデンマーク戦で代表初ゴールを決め、FIFAワールドカップには3大会連続（1974年、1978年、1982年）で出場した。1978 FIFAワールドカップではオランダ戦で、1982 FIFAワールドカップではニュージーランド戦でゴールを決めた。
1985年、ヘイゼルの悲劇の直後に辞任したジョー・フェイガン監督に代わってリヴァプールの選手兼監督に就任。1985-86シーズンにはリヴァプールを初となるリーグとFAカップの二冠に導いた。1991年10月からはブラックバーン・ローヴァーズの監督を務め、1992-93シーズンに同クラブを久々の最上位リーグ昇格へ、1994-95シーズンは81年ぶりとなるリーグ優勝へ導いた。
ニューカッスルでは1月から途中就任し、チャンピオンズリーグ出場権内に導くが、夏のオフで独断で主力を放出し補強を断行すると、シーズン開始後から低空飛行を続け、解任された。このシーズンからニューカッスルが低迷期を迎えたことや、主力の放出でチームが弱体化したことから、未だにニューカッスルのサポーターには恨まれている。
2000年の一時期に古巣のセルティックの暫定監督を務めて以降現場からは離れていたが、2011年1月8日、退任したロイ・ホジソン監督に代わり、リヴァプールの監督に復帰した。2010-11シーズン終了までの契約だったが、就任した時点で下位に低迷していたチームを最終的に6位にまで押し上げ、5月12日には2014年までの3年契約を結んだ。2011-12シーズンはカーリングカップ優勝、FAカップ準優勝とカップ戦では結果を残したものの、リーグ戦では8位に低迷。3シーズン連続でUEFAチャンピオンズリーグ出場権を得られず、シーズン終了後の2012年5月16日に解任された。
2013年10月、非常勤執行取締役としてリヴァプールに復帰。2017年10月13日、クラブへの多大な貢献が称えられ、アンフィールドの「センテナリー・スタンド」が「サー・ケニー・ダルグリッシュ・スタンド」に正式に改称された。

## 個人成績

### 代表での成績
出典
| スコットランド代表 | 国際Aマッチ | 国際Aマッチ |
| 年                 | 出場        | 得点        |
| ------------------ | ----------- | ----------- |
| 1971               | 2           | 0           |
| 1972               | 2           | 1           |
| 1973               | 9           | 1           |
| 1974               | 11          | 4           |
| 1975               | 10          | 2           |
| 1976               | 6           | 3           |
| 1977               | 10          | 7           |
| 1978               | 10          | 3           |
| 1979               | 9           | 1           |
| 1980               | 8           | 1           |
| 1981               | 4           | 1           |
| 1982               | 8           | 4           |
| 1983               | 4           | 0           |
| 1984               | 3           | 2           |
| 1985               | 3           | 0           |
| 1986               | 3           | 0           |
| 合計               | 102         | 30          |

## 監督成績
| クラブ                       | 就任           | 退任          | 記録 | 記録 | 記録 | 記録 | 記録   |
| クラブ                       | 就任           | 退任          | 試合 | 勝ち | 分け | 負け | 勝率 % |
| ---------------------------- | -------------- | ------------- | ---- | ---- | ---- | ---- | ------ |
| リヴァプール                 | 1985年5月30日  | 1991年2月21日 | 307  | 187  | 78   | 42   | 060.9  |
| ブラックバーン・ローヴァーズ | 1991年10月12日 | 1995年6月25日 | 196  | 103  | 46   | 47   | 052.6  |
| ニューカッスル・ユナイテッド | 1997年1月14日  | 1998年8月27日 | 78   | 30   | 22   | 26   | 038.5  |
| セルティック (暫定)          | 2000年2月10日  | 2000年6月1日  | 18   | 10   | 4    | 4    | 055.6  |
| リヴァプール                 | 2011年1月8日   | 2012年5月16日 | 74   | 35   | 17   | 22   | 047.3  |
| 合計                         | 合計           | 合計          | 673  | 365  | 167  | 141  | 054.2  |

## タイトル

### タイトル
- リヴァプール
  - リーグ優勝　1978-79, 1979-80,　1981-82,　1982-83,　1983-84,　1985-86
  - チャンピオンズカップ　1977-78,　1980-81,　1983-84
  - FAカップ　1985-86
  - リーグカップ　1980-81,　1981-82,　1982-83,　1983-84
  - ヨーロッパスーパーカップ　1977

### 個人タイトル
- スコットランドリーグ得点王 (1975-76)
- FWA年間最優秀選手賞 (1979, 1983)
- PFA年間最優秀選手賞 (1983)
- イングランドサッカー殿堂 (2002)
- スコットランドサッカー殿堂
- FIFA100
- グラスゴー名誉市民 (1986)
- 20世紀の偉大なサッカー選手100人 22位（ワールドサッカー誌選出 1999）
- バロンドール　1983年度投票第2位[2]

### 監督としてのタイトル
- イングランドリーグ: 4回 (1985-86, 1987-88, 1989-90, 1994-95)
- FAカップ: 2回 (1985-86, 1988-89)
- リーグカップ: 1回 （2011-12）
- チャリティ・シールド: 4回 (1986-87, 1988-89, 1989-90, 1990-91)
- スコットランドリーグカップ: 1回 (1999-2000)
- プレミアリーグ月間最優秀監督： 2回 （1994年1月、1994年11月）